# Lanchères
Lanchères település Franciaországban, Somme megyében. Lakosainak száma 889 fő (2022. január 1.). Lanchères Brutelles, Cayeux-sur-Mer, Pendé és Saint-Blimont községekkel határos.

## Népesség
A település népességének változása:
| Lakosok száma | 923  | 902  | 924  | 915  | 922  | 918  | 920  | 918  | 889  |
|               | 2013 | 2015 | 2016 | 2017 | 2018 | 2019 | 2020 | 2021 | 2022 |